# The Creature Walks Among Us
The Creature Walks Among Us – amerykański film grozy z 1956 roku. Sequel filmów Potwór z Czarnej Laguny (1954) oraz Zemsta potwora (1955).

## Obsada
- Jeff Morrow – dr William Barton
- Rex Reason – dr Thomas Morgan
- Leigh Snowden – Marcia Barton
- Gregg Palmer – Jed Grant
- Don Megowan – Gill-man (sceny lądowe)
- Ricou Browning – Gill-man (sceny podwodne)
- Maurice Manson – dr Borg
- James Rawley – dr Johnson
- Paul Fierro – pan Morteno
- Lillian Molieri – pani Morteno
- David McMahon – kpt. Stanley